# Клер (округ)
Округ Клер (енгл. County Clare, ир. Contae an Chláir) је један од 32 историјска округа на острву Ирској, смештен у његовом западном делу, у покрајини Манстер.
Данас је округ Клер један од 26 званичних округа Републике Ирске, као основних управних јединица у држави. Седиште округа је град Енис.

## Положај и границе округа
Округ Клер се налази у западном делу ирског острва и Републике Ирске и граничи се са:
- север: округ Голвеј,
- исток: округ Типерари,
- југ: округ Лимерик,
- запад: Атлантски океан.

## Природни услови
Клер је по пространству један од већих ирских округа - заузима 7. место међу 32 округа.
Рељеф: Округ Клер се састоји две сасвим различите целине. Већи део округа је равничарски, надморске висине 50-100 м. Стога је округ познат као пољопривредно подручје. Крајње западни део округа је више брдски. У оквиру њега налази се и област Барен, позната по изразитом крашком рељефу.
Клима Клима у округу Клер је умерено континентална са изразитим утицајем Атлантика и Голфске струје. Стога град одликује блага и веома променљива клима.
Воде: Округ Клер је богат водама. Округ има дугу обалу ка Атлантику на западу, југозападу и северозападу. На југоистоку округа се налази ушће познате ирске реке Шенон, која се потом развија у велики естуар. Источну границу округа чини велико ирско језеро Дерг. Унутар округа постоји више речица и малих језера.

## Становништво
По подацима са Пописа 2011. године на подручју округа Клер живело је преко 115 хиљада становника, већином етничких Ираца. Ово је за више него двоструко мање него на Попису 1841. године, пре Ирске глади и великог исељавања Ираца у Америку. Међутим, последње три деценије број становника округа расте по стопи од близу 1% годишње.
Густина насељености - Округ Клер има густину насељености од око 33 ст./км², што је за готово двоструко мање од државног просека (око 60 ст./км²). Јужни део округа је боље насељен него западни и северни.
Језик: У целом округу се равноправно користе енглески и ирски језик.